# 医療福祉大学
医療福祉大学（いりょうふくしだいがく）とは、日本国内の高等教育機関である大学において、薬学、理学療法学、作業療法学、言語聴覚学、臨床工学、保健学、看護学、栄養学、臨床心理学、精神保健福祉学、社会福祉学、介護福祉学、保育学等々のコ・メディカル分野に関連した教育を目指した学部・学科を設置し、それらの専攻科目を中心に据えた大学名に冠する名称である。似たような大学として医療大学、医療科学大学、福祉大学、保健福祉大学、看護福祉大学がある。

## 概要
1990年代以降の日本は、高齢化と医療の高度化により、チーム医療や、医療と介護の連携が求められるようになっていた。そこで、医療や福祉の専門家を養成するにあたっても、それぞれの専門知識・専門技術を習得させることはもちろんのこと、各分野を横断的に理解し融合し実践するできる人材として育成することが求められるようになった。こうして設立されたのが、「医療福祉大学」などの名を有する大学である。したがって、大学の歴史としても新しい大学が多い。また、各大学の学生・関係者や近隣住民によるその大学の略称として、「医療福祉大」、「医福大」等々が使われる場合が多い（大学の略称については本稿の説明範疇ではないので、各大学の記事を参照のこと）。

## 日本の医療福祉系総合大学一覧

### 公立大学
- 茨城県立医療大学
- 神奈川県立保健福祉大学
- 香川県立保健医療大学

### 私立大学
- 川崎医療福祉大学
  - 1991年開学。世界で最初に設立された医療福祉と健康科学を統合した大学。
- 国際医療福祉大学
  - 1995年に開学。日本初の医療福祉を専門とする総合大学。
- 新潟医療福祉大学
  - 2001年に開学。6学部（13学科）と大学院（1研究科）からなる総合大学。「保健医療福祉（＋スポーツ）分野の大学で日本一」を目標に掲げる[2]。
- 神戸医療福祉大学
- 福岡医療福祉大学
- 鈴鹿医療科学大学
- 岐阜医療科学大学
- 京都医療科学大学
- 日本医療科学大学
- つくば国際大学
- 北海道医療大学
- 関西医療大学
- 天理医療大学
- 兵庫医療大学
- 森ノ宮医療大学
- 関西福祉科学大学
- 明治鍼灸大学
- 保健医療経営大学
- 九州保健福祉大学
- 九州栄養福祉大学
- 九州看護福祉大学
- 聖隷クリストファー大学
- 大阪河﨑リハビリテーション大学
- 北里大学

なお、国立大学において医療福祉系総合大学は存在しない。